# 비스츠앤네이티브스의 음반
이 문서는 비스츠앤네이티브스에서 발매한 음반 목록이다.

## 2010년대
- 2014년 3월 27일 이센스 - [Digital Single] I`m Good[1]
- 2014년 9월 30일 이센스 - [Digital Single] Back In Time[2]
- 2015년 8월 27일 이센스 - The Anecdote[3]
- 2016년 7월 9일 XXX - KYOMI[4]
- 2016년 9월 9일 250 - [Digital Single] 두근두근 (Pit-A-Pat) 250 Remix
- 2016년 10월 20일 XXX - [Digital Single] Super Market
- 2017년 2월 15일 김준원 - [Digital Single] I Don`t Wanna Love You[5]
- 2017년 3월 24일 김심야 - [Digital Single] Interior
- 2017년 8월 13일 글렌체크 - The Glen Check Experience EP
- 2017년 10월 21일 김심야 - [Digital Single] Runner's High/Career High
- 2017년 11월 28일 김심야와 손대현 - Moonshine[6]
- 2017년 12월 31일 XXX - 나쁜 녀석들:악의 도시 OST Part.2[7]
- 2018년 2월 7일 XXX - [Digital Single] 뭐 어쩔까 그럼[8]
- 2018년 8월 3일 글렌체크 - [Digital Single] Velvet Goldmine
- 2018년 10월 9일 250 - [Digital Single] 이창
- 2018년 10월 18일 XXX - [Digital Single] Just Like[9]
- 2018년 11월 13일 이센스 - [Digital Single] MTLA[10]
- 2018년 11월 15일 XXX - [Digital Single] 수작[11]
- 2018년 11월 28일 XXX - Language[12]
- 2019년 2월 14일 250 - [Digital Single] Rear Window
- 2019년 2월 15일 XXX - Second Language[13]
- 2019년 7월 4일 이센스 - [Digital Single] 그XX아들같이[14]
- 2019년 7월 22일 이센스 - 이방인[15]

## 2020년대
- 2020년 7월 7일 이센스 - [Digital Single] Confirmed[16]
- 2020년 7월 18일 김심야 - [Digital Single] Forgotten[17]
- 2020년 8월 27일 이센스 - Marigold Tapes[18]
- 2020년 11월 29일 김심야 - Dog[19]
- 2021년 12월 2일 250 - [Digital Single] Bang Bus
- 2022년 3월 18일 250 - 뽕
- 2023년 1월 1일 김심야 - [Digital Single] Friends Go Foe
- 2023년 1월 30일 빈지노 - [Digital Single] Trippy[20]
- 2023년 3월 15일 마스타 우 - [Digital Single] Water
- 2023년 7월 3일 빈지노 - NOWITZKI[21]
- 2023년 10월 20일 조웅 - 슬로우모션
- 2023년 11월 21일 김심야 - w18c
- 2024년 9월 25일 김심야 - [Digital Single] Way 2A Head[22]
- 2024년 10월 20일 조웅 - 정년이 OST Part 2 : 목포의 눈물&춘향전[23]
- 202?년 ?월 ?일 이센스 - Blanky Munn's Unknown Verses Vol.2[24]